# Бегон, Мишель
Не следует путать с его полными тёзками: с младшим братом Мишелем Бегоном де Монфермей (род. 1655) и с сыном — Мишелем Бегоном Пикардьерийским (1667—1747), интендантом Новой Франции (Канады).
Мишель Бего́н (фр. Michel Bégon); также Мишель Бегон старший, или Мишель Бегон интендант, или Мишель Бегон V (25 декабря 1638, Блуа — 14 марта 1710, Рошфор) — французский интендант колоний и флота; его именем названо растение бегония.

## Биография
Семейство Бегонов было известной дворянской фамилией, вышедшей из Бретани и жившей в Блуа с XVI века. Молодость Мишеля Бегона V прошла в Блуа, в доме, купленном в 1643 Мишелем Бегоном IV.
Мальчик получил домашнее воспитание, а после обучался в колледже иезуитов. Получив в Париже звание магистра юриспруденции, Мишель стал заместителем судьи в Блуа 13 декабря 1662, а затем, 1 мая 1667 — городским судьёй. 16 февраля 1665 обручился с Мадлен Дрюйон, дочерью Пьера Дрюйона.
Продвижение в карьере Мишеля Бегона V началось после того, как его племянница стала женой министра Кольбера. В 1677 занимал должность казначея флота в Тулоне, был комиссаром министерства в Бресте (1680), затем в Гавре (1681).
В 1682 был назначен интендантом французских колоний в Карибском море и прибыл в Мартинику в ноябре 1682. В 1683 осуществил инспекционную поездку по островам, посетив в том числе Санто-Доминго, как тогда назывался остров Гаити (август — декабрь 1684). Бегон составил каталог из всех растений, которые растут на Антильских островах, способствовал развитию здесь новых культур и распашке земель. Увидев, что остров Санто-Доминго удерживается во владениях Франции только благодаря находящимся здесь пиратам, считал, что Франции следует не бороться с пиратами Карибского моря, а поддерживать их и руководить их действиями против Испании и Великобритании.

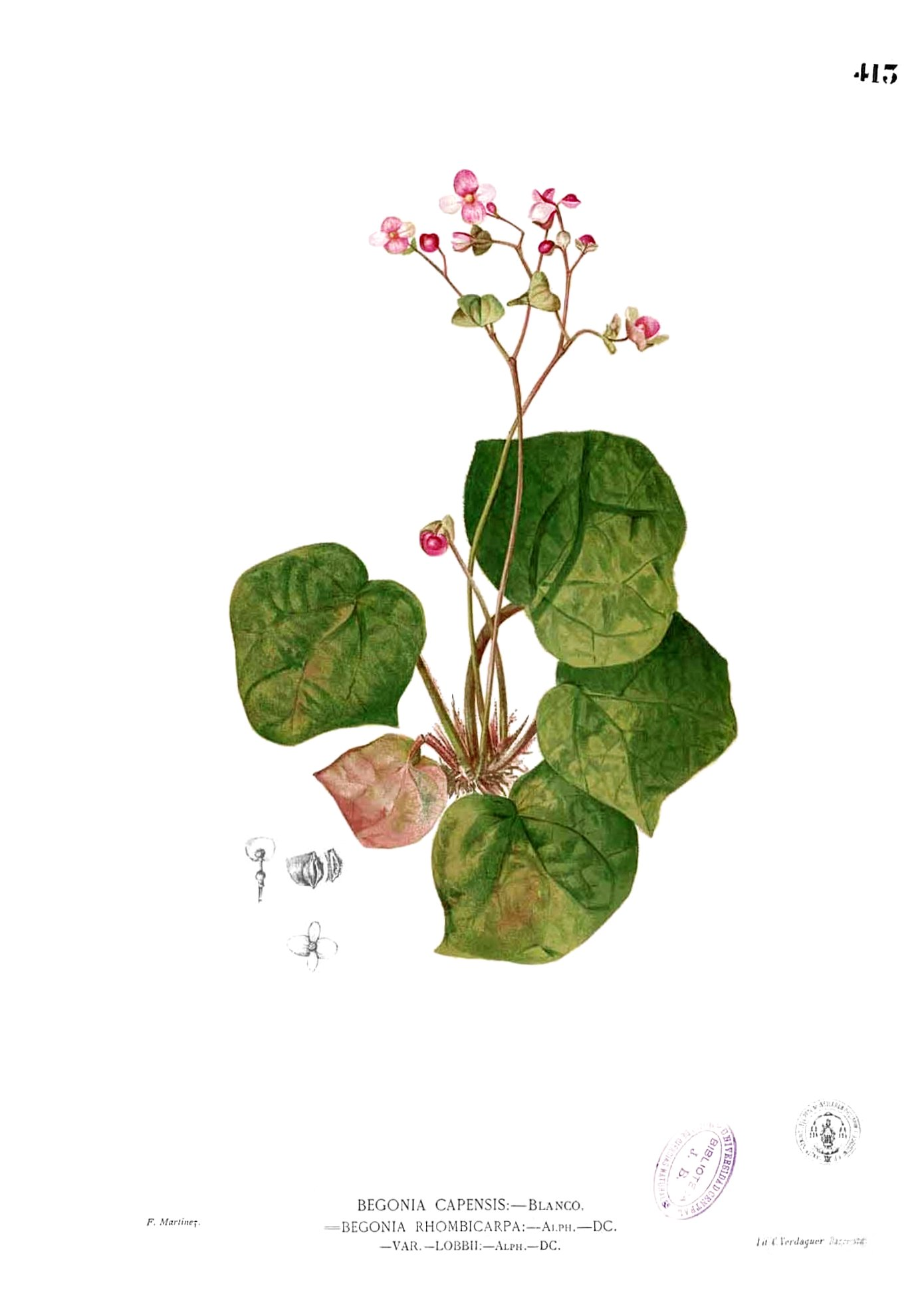
Бегония. Flora de Filipinas

Возвратился в Мартинику в январе 1685 и той же весной вернулся во Францию. Затем был интендантом флота в Марселе (1685), в Рошфоре (1688). Способствовал развитию портов Рошфор и Ла-Рошель.
Будучи интендантом флота в Марселе, Бегон инициирует поездку на Антильские острова ботаника монаха Шарля Плюмье для сбора тамошних растений. После своего возвращения Плюмье публикует «Описание растений Америки с их рисунками». По имени Мишеля Бегона Плюмье назвал одно из открытых им растений бегонией.